# Pentax K-5 II
Pentax K-5 II je 16,3 megapikselni digitalni SLR fotoaparat i nasljednik popularnog modela K-5. Fotoaparat je predstavljen u rujnu 2012., a u prodaju je pušten sredinom listopada 2012. 
Vanjski izgled fotoaparata je gotovo nepromijenjen u odnosu na prethodni model K-5. Jedina bitnija razlika je nova konstrukcija zaslona na poleđeni fotoaparata kako bi se smanjile nepoželjne refleksije prilikom uporabe na dnevnom svjetlu.
Fotoaparat je opremljen CMOS senzorom iz modela K-5 s 16,3 megapiksela i ISO osjetljivošću u rasponu od 80 do 51200. Sustav automatskog izoštravanja je dodatno poboljšan pa sada ima mogućnost rada u uvjetima s vrlo malo svjetla. Poput svog prethodnika, K-5 II je otporan na kišu, prašinu i niske temperature.
K-5 II dolazi u dva izdanja, K-5 II koji je poboljšani K-5 model i K-5 IIs koji nema anti-alias filter ugrađen ispred senzora. Posljedica toga je da K-5 IIs ima poboljšanu razlučivost u odnosu na model s filterom, ali pod cijenu pojavljivanja moiré efekta prilikom prikaza pojedinih vrsta detalja.

## Tehničke specifikacije
| Vrsta kamere               | Digitalni SLR |
| Senzor                     | APC-S 23,7x15,7mm CMOS |
| Maksimalna rezolucija      | 16,3 megapiksela (4928x3264px) |
| Video mogućnosti           | 1920x1080 25fps 1280x720 25fps 1280x720 30fps 640x424 25fps 640x424 30 fps                                                                              |
| Brzina rafalnog okidanja   | 7 slika u sekundi |
| Bajonet                    | Pentax KAF2 i KAF3, podržava rad sa starijim objektivima uz neka ograničenja                                                                            |
| Bljeskalica                | Ugrađena sa sinkronizacijom na 1/180 sek. Moguće je upotrebljavati vanjske bljeskalice preko hot-shoe ili PC Sync utičnice                              |
| Brzina zatvarača           | 30 - 1/8000 s, bulb |
| Svjetlomjer                | TTL 77 segmenata s mogućnošću izbora načina mjerenja svjetla (ukupan prizor, prosjek sredine, točkasto)                                                 |
| Tražilo                    | Pentaprizma koja pokriva gotovo 100% vidnog polja uz povećanje od 0,92x                                                                                 |
| Ekran                      | 3" s 921 000 točaka, pomoćni ekran na gornjoj strani kućišta                                                                                            |
| Mikrofon                   | Ugrađen mono mikrofon s utičnicom za vanjski mikrofon.                                                                                                  |
| Memorija                   | SD, SDHC, SDXC |
| Izlazni format fotografija | PEF, DNG i JPG |
| Baterija                   | Litij-ionska D-LI90 punjive ili 6xAA baterije |
| Ostale karakteristike      | Ugrađena elektronička libela Live-view način rada Ugrađena stabilizacija slike Podesiva razina uklanjanja šuma Zabrtvljen protiv prodora vode i prašine |
| Težina                     | 760 grama s baterijom |